# Rallye d'Ypres
Le Rallye d'Ypres (ou Ypres Rally), anciennement 24 Heures d'Ypres jusqu'en 1993, puis Belgium Ypres Westhoek Rally jusqu'en 1999, est un rallye automobile belge sur asphalte, manche du championnat du monde des rallyes en 2021 et 2022.

## Histoire
L'épreuve fut créée par Franz Thevelin en 1965.
Dix ans plus tard, le rallye est marqué par l'accident de Jean Luc Magnier qui lui coûta la vie, et dans lequel son frère fut lourdement blessé.
Il est le plus important rallye organisé actuellement en Belgique, et se déroule généralement durant le dernier week-end du mois de juin. Il a été géré par l'Automobile Club Targa Florio de 1965 à 2008, puis par Super Stage d'Alain Penasse. En 2012, il est élu Meilleure organisation européenne pour un rallye par la FIA. Il intègre le championnat européen remanié en 2013 (labellisé FIA : l'E.R.C.), après avoir été inscrit au calendrier du défunt championnat IRC de 2006 à 2012.
Des pilotes et copilotes de renom, tels Colin McRae, Alister McRae, Juha Kankkunen, François Duval, Michèle Mouton, Jean Todt, Armin Schwarz, Ari Vatanen, Walter Röhrl, Jean-Claude Andruet, Bernard Darniche, Bernard Béguin, Jean Ragnotti, Tony Pond, Miki Biasion, Henri Toivonen, Didier Auriol, François Delecour, Kris Meeke, Sébastien Ogier, Thierry Neuville ou Romain Dumas y ont participé (s'y imposant souvent) à compter des années 1970. Par contre seuls quatre champions du Monde sont parvenus à s'imposer : Walter Röhrl, Miki Biasion et Thierry Neuville (et ce, avant leurs sacres mondiaux) et Ott Tänak.

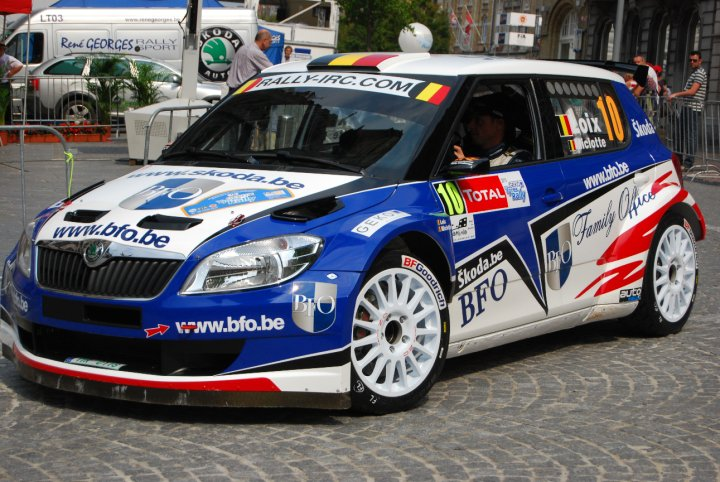
Freddy Loix (ici sur Škoda Fabia S2000 en 2010), vainqueur à 11 reprises de l'épreuve (record).

Freddy Loix en est le principal lauréat (11 victoires en 21 participations, avec une interruption de 9 ans sans lauriers), devant Gilbert Staepelaere, Robert Droogmans et Patrick Snijers (4 victoires chacun).
Depuis 2012, la version Historic (créée en 1993) du rallye est intégrée au tout nouveau Championnat d'Europe des rallyes sportifs historiques de la FIA, dès sa première année d'existence.
Le cinquantenaire de l'épreuve est célébré en 2014.
Entre 2017 et 2020, le rallye ne fait plus partie de l’ERC mais du TER (es) et compte aussi pour la première fois pour le championnat de Grande-Bretagne des rallyes.
Prévu en 2020 au WRC mais annulé pour cause de pandémie de Covid-19, il fait son apparition pour la toute première fois au calendrier mondial 2021 et une deuxième fois en 2022.

## Palmarès
| Année | Édition                                | Pilote                                 | Copilote                               | Voiture                                | Championnat                            |
| ----- | -------------------------------------- | -------------------------------------- | -------------------------------------- | -------------------------------------- | -------------------------------------- |
| 1965  | 1er                                    | Jean Pierre Vandermeersch              | R. Roegiers                            | Austin Mini                            |                                        |
| 1966  | 2e                                     | Hubert Saelens                         | F. Moens                               | Lotus Elan                             |                                        |
| 1967  | 3e                                     | Hervé                                  | Declerck                               | Lotus Elan                             |                                        |
| 1968  | 4e                                     | Vandyck                                | Eric Symens                            | BMW 2002                               |                                        |
| 1969  | 5e                                     | Gilbert Staepelaere (1)                | André Aerts                            | Ford Cortina                           |                                        |
| 1970  | 6e 24 Heures d'Ypres                   | Gilbert Staepelaere (2)                | André Aerts                            | Ford Escort                            |                                        |
| 1971  | 7e 24 Heures d'Ypres                   | Pedro (1)                              | Jimmy                                  | BMW 2002                               |                                        |
| 1972  | 8e 24 Heures d'Ypres                   | Gilbert Staepelaere (3)                | André Aerts                            | Ford Escort                            |                                        |
| 1973  | 9e 24 Heures d'Ypres                   | Pedro (2)                              | Jimmy                                  | BMW 2002                               |                                        |
| 1974  | 10e 24 Heures d'Ypres                  | Gilbert Staepelaere (4)                | André Aerts                            | Ford Escort                            |                                        |
| 1975  | 11e 24 Heures d'Ypres                  | Bernard Mordacq                        | J.L. Bret                              | Porsche 911                            |                                        |
| 1976  | 12e 24 Heures d'Ypres                  | Walter Röhrl                           | Willi-Peter Pitz                       | Opel Kadett                            |                                        |
| 1977  | 13e 24 Heures d'Ypres                  | Bernard Darniche                       | Alain Mahé                             | Lancia Stratos                         |                                        |
| 1978  | 14e 24 Heures d'Ypres                  | Tony Pond (1)                          | Fred Gallagher                         | Triumph TR8                            |                                        |
| 1979  | 15e 24 Heures d'Ypres                  | Bernard Béguin                         | Jean-Jacques Lenne                     | Porsche 911                            |                                        |
| 1980  | 16e 24 Heures d'Ypres                  | Tony Pond (2)                          | Fred Gallagher                         | Triumph TR7                            |                                        |
| 1981  | 17e 24 Heures d'Ypres                  | Jean-Claude Andruet                    | Denise Emanuelli                       | Ferrari 308 GTB                        |                                        |
| 1982  | 18e 24 Heures d'Ypres                  | Marc Duez                              | Willy Lux                              | Porsche 911 SC                         |                                        |
| 1983  | 19e 24 Heures d'Ypres                  | Mikki Biasion                          | Tiziano Siviero                        | Lancia Rally 037                       |                                        |
| 1984  | 20e 24 Heures d'Ypres                  | Henri Toivonen                         | Ian Grindrod                           | Porsche 911 SC RS                      |                                        |
| 1985  | 21e 24 Heures d'Ypres                  | Jean Ragnotti                          | Pierre Thimonier                       | Renault 5 Maxi Turbo                   |                                        |
| 1986  | 22e 24 Heures d'Ypres                  | Robert Droogmans (1)                   | Ronny Joosten                          | Ford RS200                             |                                        |
| 1987  | 23e 24 Heures d'Ypres                  | Jimmy McRae                            | Ian Grindrod                           | Ford Sierra RS Cosworth                |                                        |
| 1988  | 24e 24 Heures d'Ypres                  | Robert Droogmans (2)                   | Ronny Joosten                          | Ford Sierra RS Cosworth                |                                        |
| 1989  | 25e 24 Heures d'Ypres                  | Robert Droogmans (3)                   | Ronny Joosten                          | Ford Sierra RS Cosworth                |                                        |
| 1990  | 26e 24 Heures d'Ypres                  | Robert Droogmans (4)                   | Ronny Joosten                          | Lancia Delta Integrale                 |                                        |
| 1991  | 27e 24 Heures d'Ypres                  | Patrick Snijers (1)                    | Dany Colebunders                       | Ford Sierra Cosworth 4x4               |                                        |
| 1992  | 28e 24 Heures d'Ypres                  | Patrick Snijers (2)                    | Dany Colebunders                       | Ford Sierra Cosworth 4x4               |                                        |
| 1993  | 29e 24 Heures d'Ypres                  | Patrick Snijers (3)                    | Dany Colebunders                       | Ford Escort RS Cosworth                |                                        |
| 1994  | 30e 24 Heures d'Ypres                  | Patrick Snijers (4)                    | Dany Colebunders                       | Ford Escort RS Cosworth                |                                        |
| 1995  | 31e 24 Heures d'Ypres                  | Renaud Verreydt                        | Jean-Manuel Jamar                      | Toyota Celica GT-Four                  |                                        |
| 1996  | 32e 24 Heures d'Ypres                  | Freddy Loix (1)                        | Sven Smeets                            | Toyota Celica GT-Four                  |                                        |
| 1997  | 33e Belgium Ypres Westhoek Rally       | Freddy Loix (2)                        | Sven Smeets                            | Toyota Celica GT-Four                  |                                        |
| 1998  | 34e Belgium Ypres Westhoek Rally       | Freddy Loix (3)                        | Sven Smeets                            | Toyota Corolla WRC                     | ERC                                    |
| 1999  | 35e Belgium Ypres Westhoek Rally       | Freddy Loix (4)                        | Sven Smeets                            | Mitsubishi Carisma GT                  |                                        |
| 2000  | 36e Belgium Ypres Westhoek Rally       | Henrik Lundgaard                       | Jens-Christian Anker                   | Toyota Corolla WRC                     | ERC                                    |
| 2001  | 37e Ypres Westhoek Rally               | Pieter Tsjoen                          | Steven Vergalle                        | Toyota Corolla WRC                     | ERC                                    |
| 2002  | 38e Ypres Westhoek Rally               | Bruno Thiry (1)                        | Stéphane Prévot                        | Peugeot 206 WRC                        | ERC                                    |
| 2003  | 39e Ypres Westhoek Rally               | Bruno Thiry (2)                        | Jean-Marc Fortin                       | Peugeot 206 WRC                        | ERC                                    |
| 2004  | 40e Belgium Ypres Westhoek Rally       | Larry Cols                             | Filip Goddé                            | Renault Clio S1600                     | ERC                                    |
| 2005  | 41e Belgium Ypres Westhoek Rally       | Kris Princen                           | Dany Colebunders                       | Renault Clio S1600                     | ERC                                    |
| 2006  | 42e Belgium Ypres Westhoek Rally       | Giandomenico Basso                     | Mitia Dotta                            | Abarth Grande Punto S2000              | ERC, IRC                               |
| 2007  | 43e Belgium Ypres Westhoek Rally       | Luca Rossetti                          | Matteo Chiarcossi                      | Peugeot 207 S2000                      | ERC, IRC                               |
| 2008  | 44e Belgium Ypres Westhoek Rally       | Freddy Loix (5)                        | Robin Buysmans                         | Peugeot 207 S2000                      | ERC, IRC                               |
| 2009  | 45e Belgium Ypres Westhoek Rally       | Kris Meeke                             | Paul Nagle                             | Peugeot 207 S2000                      | ERC, IRC                               |
| 2010  | 46e Belgium Geko Ypres Rally           | Freddy Loix (6)                        | Frederic Miclotte                      | Škoda Fabia S2000                      | ERC, IRC                               |
| 2011  | 47e Geko Ypres Rally                   | Freddy Loix (7)                        | Frederic Miclotte                      | Škoda Fabia S2000                      | ERC, IRC                               |
| 2012  | 48e Belgium Geko Ypres Rally           | Juho Hänninen                          | Mikko Markula                          | Škoda Fabia S2000                      | ERC, IRC                               |
| 2013  | 49e Geko Ypres Rally                   | Freddy Loix (8)                        | Frederic Miclotte                      | Škoda Fabia S2000                      | ERC                                    |
| 2014  | 50e Geko Ypres Rally                   | Freddy Loix (9)                        | Johan Gitsels                          | Škoda Fabia S2000                      | ERC                                    |
| 2015  | 51e Kenotek Ypres Rally                | Freddy Loix (10)                       | Johan Gitsels                          | Škoda Fabia R5 (en)                    | ERC                                    |
| 2016  | 52e Kenotek Ypres Rally                | Freddy Loix (11)                       | Johan Gitsels                          | Škoda Fabia R5                         | ERC                                    |
| 2017  | 53e Kenotek Ypres Rally                | Kévin Abbring                          | Pieter Tsjoen                          | Peugeot 208 R5 (en)                    | TER                                    |
| 2018  | 54e Renties Ypres Rally                | Thierry Neuville                       | Nicolas Gilsoul                        | Hyundai i20 R5 (en)                    | TER                                    |
| 2019  | 55e Renties Ypres Rally                | Craig Breen                            | Paul Nagle                             | Volkswagen Polo GTI R5 (en)            | TER                                    |
| 2020  | Épreuve annulée (pandémie de Covid-19) | Épreuve annulée (pandémie de Covid-19) | Épreuve annulée (pandémie de Covid-19) | Épreuve annulée (pandémie de Covid-19) | Épreuve annulée (pandémie de Covid-19) |
| 2021  | 56e Renties Ypres Rally Belgium        | Thierry Neuville                       | Martijn Wydaeghe                       | Hyundai i20 Coupe WRC                  | WRC                                    |
| 2022  | 57e Ardeca Ypres Rally Belgium         | Ott Tänak                              | Martin Järveoja                        | Hyundai i20 N Rally1                   | WRC                                    |
| 2023  | 58e Ardeca Ypres Rally Belgium         | Adrien Fourmaux                        | Alexandre Coria                        | Ford Fiesta Rally2 (en)                | Belgique Grande-Bretagne               |
| 2024  | Ardeca Ypres Rally 2024                | Stéphane Lefebvre                      | Xavier Portier                         | Hyundai i20 N Rally2                   | Belgique                               |

## Identité visuelle

Logos du Rallye d'Ypres
Logo à partir de 2022